# Gare de Blainville – Damelevières
Gare de Blainville – Damelevières – stacja kolejowa w Damelevières, w departamencie Meurthe i Mozela, w regionie Grand Est, we Francji.
Jest stacją Société nationale des chemins de fer français (SNCF), obsługiwaną przez pociągi TER Lorraine.